# Майберг Арон Сергійович
Майберг Арон Сергійович (13 липня 1956, Тюмень) — український бізнесмен, голова наглядової ради і співвласник авіакомпанії «Міжнародні Авіалінії України». Почесний Консул України в м. Хайфа.

## Біографія
У 1978 році закінчив Хмельницький технологічний інститут побутового обслуговування за спеціальністю «інженер-механік».
У 1978—1982 роках викладав технічну механіку в механіко-технологічному технікумі у Чернівцях.
З 1982 року працював майстром, начальником виробничо-диспетчерського відділу, головним інженером об'єднання «Чернівці автотехобслуговування».
З 1990 року — громадянин Ізраїлю. 
В Ізраїлі зайнявся турбізнесом. Одним з проєктів була організація виїзду на постійне місце проживання в Ізраїль. На початку 1990-х років прямих рейсів з СРСР не було: сполучення здійснювалося через Бухарест, Будапешт і Варшаву. Прямі рейси з Москви стали користуватися попитом. Тоді Арон Майберг звернувся до Леоніда Погребняка (тоді гендиректора Українського об'єднання цивільної авіації) з ідеєю про відкриття комерційних рейсів. Перший рейс Київ — Тель-Авів був здійснений 24 серпня 1992 року на літаку «Авіаліній України» Ту-154. .
У листопаді 2009 року Арон Майберг покинув компанію «Аеросвіт», продавши 19% акцій, які йому належали.
Почесний Консул України в м. Хайфа.

## Сімейний стан
Одружений. Троє дітей: дві дочки і син.
Тримає п'ять собак: померанський шпіц, алабай, чихуахуа, йоркширський тер'єр і пекінес.

## Нагороди
- Відзнака Президента України — орден «За заслуги» III ступеня (1999)[3]
- Відзнака Президента України — орден «За заслуги» II ступеня (2004)[4]